# علي الفهيد
علي الفهيد ، لاعب كرة قدم سعودي سابق لعب لأندية الفتح و الاتفاق .
و قد لعب مع منتخب السعودية لكرة القدم.

## كأس الخليج 1998
و قد سجل هدف في مرمى منتخب الإمارات لكرة القدم.